# Перелік спортивних протистоянь в Україні
В даному переліку наведено виключно підтверджені відомості що до певних спортивних протистоянь на теренах України. Під час події Революції Гідності всі футбольні команди оголосили перемир'я (заборона скандування образливих пісень, різного виду бійок, спалювання атрибутики тощо).

## Футбол
Багато футбольних протистоянь в Україні формувалися ще за часів Радянської доби (Класичне протистояння, Донецьке дербі та Суперництво футбольних клубів «Дніпро» та «Металіст»). Згодом, вже за часів Незалежності в силу певних історичних факторів до них долучилися такі протистояння як: Волинське протистояння між командами «Карпати» Львів та «Волинь» Луцьк та Східно-Західне протистояння між командами «Карпати» Львів та «Шахтар» Донецьк. Багато з протистоянь маю ідеолоґічний характер (Київське суперництво) або історичне підґрунтя (Динамо-Спартак).

### Протистояння в межах України

#### Українське класичне
«Динамо» Київ — «Шахтар» Донецьк

#### Столичне протистояння
«Динамо» Київ — «Арсенал» Київ

#### Донецьке суперництво
«Шахтар» Донецьк — «Металург» Донецьк

#### Галицько-волинське дербі
«Карпати» Львів — «Волинь» Луцьк

#### Дніпровське дербі
«Дніпро» Дніпропетровськ — «Металург» Запоріжжя

#### Суперництво футбольних клубів «Дніпро» та «Металіст»
«Дніпро» Дніпропетровськ — «Металіст» Харків

#### Галицько-донецьке протистояння
«Карпати» Львів — «Шахтар» Донецьк

#### Луцьк—Рівне
«Волинь» Луцьк — «Верес» Рівне

#### Східне класико
«Шахтар» Донецьк — «Зоря» Луганськ

#### Кіровоградське класико
«Олександрія» — «Зірка» Кіровоград

#### Центрально-східне дербі
«Ворскла» Полтава — «Металіст» Харків

#### Подільське дербі
«Поділля» Хмельницький — «Нива» Вінниця

##### Підгірська копанка
«Галичина» Дрогобич — «Скала» Стрий

### На міжнародній арені

#### Київ-Москва
«Динамо» (Київ) — «Спартак» (Москва)

#### Динамо-Леґія
«Динамо» (Київ) — «Леґія» (Варшава)

## Протистояння за реґіонами

### Центральна Україна

#### Київ та Київщина
- «Динамо» Київ - «ЦСКА» Київ
- «Оболонь» Київ - «ЦСКА» Київ
- «Оболонь» Київ - «Арсенал» Київщина
- «Арсенал» Київ - «Оболонь» Київ
- «Рось» Біла Церква - «Арсенал» Київщина

#### Запоріжжя
- Запорізьке футбольне дербі

#### Полтава
- «Ворскла» Полтава - «Полтава»
- «Кремінь» Кременчук - «Ворскла» Полтава

### Західна Україна

#### Львівська область
- «Карпати» Львів — «Львів»
- «Карпати» Львів — «Рух» Винники

- «Львів» — «Скала» Стрий
- «Галичина» Дрогобич — «Скала» Стрий
- «Галичина» Дрогобич — «Нафтовик» Борислав

#### Тернопільська область
- Тернопільське футбольне дербі («Нива» — ФК «Тернопіль»)

#### Івано-Франківська область
- «ФК Прикарпаття» Івано-Франківськ) — «Енергетик» (Бурштин)

#### Закарпатська область
- «Говерла» (Ужгород) — «ФК Ужгород»

### Південна Україна

#### АР Крим
- «Севастополь» — «Таврія» (Сімферополь)

#### Одеса
- Одеське футбольне дербі

#### Херсонська область
- «Кристал» (Херсон) — «Енергія» (Нова Каховка)

- «СК Каховка» — «Енергія» (Нова Каховка)

- «Кристал» — «СК Каховка»

## Баскетбол

### Київ
- «Будівельник» — БК «Київ»

### Донецьк—Київ
«Будівельник» (Київ) — «Донецьк»

### Чорноморське (Одеське) дербі
- «Одеса» — «Хімік» (Южне)

## Реґбі

### Західноукраїнське дербі
- «РК Хмельницький» - «РК Сокіл» Львів

### Харківське протистояння
- «РК Олімп» (Харків) - «РК Техас» (Харків)

### Дніпропетровське дербі
- «РК Кривбас» (Кривий Ріг) - «РК Дніпро» (Дніпропетровськ)

## Хокей

### Центрально-Східне протистояння
- «ХК Сокіл» (Київ) - «ХК Донбас» (Донецьк)

### Галицько-Донецьке протистояння
- «ХК Донбас» (Донецьк) - «ХК Леви» (Львів)

## Гандбол

### Запорізьке дербі
«ZTR» (Запоріжжя) - «ГК Мотор» (Запоріжжя)